# Сент-Женев'єв-сюр-Аржанс
Сент-Женев'є́в-сюр-Аржа́нс (фр. Sainte-Geneviève-sur-Argence) — колишній муніципалітет у Франції, у регіоні Окситанія, департамент Аверон. Населення — 996 осіб (2011).
Муніципалітет був розташований на відстані близько 460 км на південь від Парижа, 170 км на північний схід від Тулузи, 55 км на північ від Родеза.

## Історія
До 2015 року муніципалітет перебував у складі регіону Південь-Піренеї. Від 1 січня 2016 року належав до нового об'єднаного регіону Окситанія.
1 січня 2016 року Сент-Женев'єв-сюр-Аржанс, Альпюеш, Грессак, Лакальм, Ла-Террисс i Вітрак-ан-В'яден було об'єднано в новий муніципалітет Аржанс-ан-Обрак.

## Демографія
Динаміка населення (INSEE ):
Розподіл населення за віком та статтю (2006):
| Стать | Всього | До 15 років | 15-24 | 25-44 | 45-64 | 65-85 | Понад 85 |
| --- | ------ | ----------- | ----- | ----- | ----- | ----- | -------- |
| Чоловіки | 512    | 76          | 28    | 108   | 108   | 156   | 36       |
| Жінки | 516    | 60          | 32    | 92    | 116   | 168   | 48       |
| \| Статево-вікова піраміда \| Статево-вікова піраміда \| Статево-вікова піраміда \| \| ----------------------- \| ----------------------- \| ----------------------- \| \| Чоловіки \| Вік \| Жінки \| \| 36 \| 85 + \| 48 \| \| 48 \| 80-84 \| 48 \| \| 40 \| 75-79 \| 36 \| \| 36 \| 70-74 \| 52 \| \| 32 \| 65-69 \| 32 \| \| 16 \| 60-64 \| 40 \| \| 28 \| 55-59 \| 12 \| \| 40 \| 50-54 \| 24 \| \| 24 \| 45-49 \| 40 \| \| 44 \| 40-44 \| 36 \| \| 28 \| 35-39 \| 28 \| \| 12 \| 30-34 \| 20 \| \| 24 \| 25-29 \| 8 \| \| 16 \| 20-24 \| 16 \| \| 12 \| 15-20 \| 16 \| \| 20 \| 10-14 \| 28 \| \| 28 \| 5-9 \| 16 \| \| 28 \| 0-4 \| 16 \| |        |             |       |       |       |       |          |
| Статево-вікова піраміда |        |             |       |       |       |       |          |
| Чоловіки | Вік    | Жінки       |       |       |       |       |          |
| 36 | 85 +   | 48          |       |       |       |       |          |
| 48 | 80-84  | 48          |       |       |       |       |          |
| 40 | 75-79  | 36          |       |       |       |       |          |
| 36 | 70-74  | 52          |       |       |       |       |          |
| 32 | 65-69  | 32          |       |       |       |       |          |
| 16 | 60-64  | 40          |       |       |       |       |          |
| 28 | 55-59  | 12          |       |       |       |       |          |
| 40 | 50-54  | 24          |       |       |       |       |          |
| 24 | 45-49  | 40          |       |       |       |       |          |
| 44 | 40-44  | 36          |       |       |       |       |          |
| 28 | 35-39  | 28          |       |       |       |       |          |
| 12 | 30-34  | 20          |       |       |       |       |          |
| 24 | 25-29  | 8           |       |       |       |       |          |
| 16 | 20-24  | 16          |       |       |       |       |          |
| 12 | 15-20  | 16          |       |       |       |       |          |
| 20 | 10-14  | 28          |       |       |       |       |          |
| 28 | 5-9    | 16          |       |       |       |       |          |
| 28 | 0-4    | 16          |       |       |       |       |          |

## Економіка
2010 року серед 528 осіб працездатного віку (15—64 років) 383 були активними, 145 — неактивними (показник активності 72,5%, у 1999 році було 66,3%). З 383 активних мешканців працювало 366 осіб (200 чоловіків та 166 жінок), безробітними було 17 (6 чоловіків та 11 жінок). Серед 145 неактивних 22 особи були учнями чи студентами, 75 — пенсіонерами, 48 були неактивними з інших причин.

У 2010 році у муніципалітеті числилось 450 оподаткованих домогосподарств, у яких проживали 900,5 особи, медіана доходів виносила 15 218 євро на одного особоспоживача.